# Polam Hall School
 (janvier 2021).
La mise en forme du texte ne suit pas les recommandations de Wikipédia : il faut le « wikifier ».
Les points d'amélioration suivants sont les cas les plus fréquents :
- Les titres sont pré-formatés par le logiciel. Ils ne sont ni en capitales, ni en gras.
- Le texte ne doit pas être écrit en capitales (les noms de famille non plus), ni en gras, ni en italique, ni en « petit »…
- Le gras n'est utilisé que pour surligner le titre de l'article dans l'introduction, une seule fois.
- L'italique est rarement utilisé : mots en langue étrangère, titres d'œuvres, noms de bateaux, etc.
- Les citations ne sont pas en italique mais en corps de texte normal. Elles sont entourées par des guillemets français : « et ».
- Les listes à puces sont à éviter, des paragraphes rédigés étant largement préférés. Les tableaux sont à réserver à la présentation de données structurées (résultats, etc.).
- Les appels de note de bas de page (petits chiffres en exposant, introduits par l'outil «  Source ») sont à placer entre la fin de phrase et le point final[comme ça].
- Les liens internes (vers d'autres articles de Wikipédia) sont à choisir avec parcimonie. Créez des liens vers des articles approfondissant le sujet. Les termes génériques sans rapport avec le sujet sont à éviter, ainsi que les répétitions de liens vers un même terme.
- Les liens externes sont à placer uniquement dans une section « Liens externes », à la fin de l'article. Ces liens sont à choisir avec parcimonie suivant les règles définies. Si un lien sert de source à l'article, son insertion dans le texte est à faire par les notes de bas de page.
- La présentation des références doit suivre les conventions bibliographiques. Il est recommandé d'utiliser les modèles {{Ouvrage}}, {{Chapitre}}, {{Article}}, {{Lien web}} et/ou {{Bibliographie}}. Le mode d'édition visuel peut mettre en forme automatiquement les références.
- Insérer une infobox (cadre d'informations à droite) n'est pas obligatoire pour parachever la mise en page.

Pour une aide détaillée, merci de consulter Aide:Wikification.
Si vous pensez que ces points ont été résolus, vous pouvez retirer ce bandeau et améliorer la mise en forme d'un autre article.
Polam Hall School est une école mixte de la primaire au lycée, située à Darlington, dans le comté de Durham en Angleterre. Polam Hall a a été fondée en tant qu'internat quaker pour filles. Aujourd'hui, l'école est mixte et interconfessionnelle, mais elle conserve tout de même les traditions et la philosophie des quakers.

## Histoire de la maison
Harrington Lee, un marchand éminent de Darlington, a construit une maison en 1794 et y a vécu, lui et sa famille, pendant 27 ans. Après sa mort en 1824, le reste de sa famille a vendu le terrain dans cette zone appelée « Polam Hill ».
En 1825, Jonathan Backhouse, un partenaire financier des chemins de fer, a acheté « Polam Hall » (sur Polam Hill) et a fait rénover le bâtiment, ainsi que le terrain autour. Ce n'est qu'en 1828 que sa femme Hannah (née Chapman Gurney) et sa famille y ont emménagé. Étant des membres de la Société religieuse des Amis de Darlington (quakers) et des ministres, leurs activités missionnaires les ont mené à beaucoup voyager en Angleterre et en Amérique. Ils étaient des cousins d'Edward Pease, de Joseph John Gurney et d'Elizabeth Fry, et ont ainsi travaillé ensemble pour améliorer leur terrain. Le recensement de 1841 indique que la famille vivait à « Polam Hall », mais on sait que Jonathan et Hannah (morts respectivement en 1842 et en 1850), continuaient d'appeler leur maison « Polam Hill »,.

## Histoire de l'école

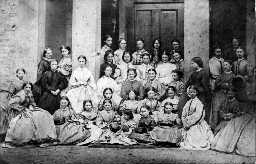
1864 Membres du personnel et élèves de l'école Polam Hall

« Polam Hall » a été vendue à William et Robert Thompson, qui l'ont loué aux sœurs Proctor afin d'en faire une école quaker pour filles. Jane Proctor a fondé sa première école à Selby, qui a tenu 20 ans. Elle a fondé la « Selby School » en 1848, un internat pour filles, au 11 Townhouse, à Houndgate, aidée par ses sœurs Elizabeth et Barbara. L'école a déménagé à Polam Hall après six ans, avec Jane Procter à sa tête.

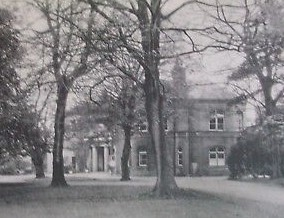
Polam Hall (depuis la route) en 1910

Les propriétaires de Polam Hall (les Thompsons) ont fait faillite en 1878 et l'un de leur plus gros créancier, le quaker M. P. Arthur Pease, est devenu le nouveau propriétaire de Polam,,.
En 2004, des garçons ont pu rejoindre l'école pour la première fois, quand le lycée est devenue mixte. Avant ça, quelques-uns de l'école pour garçons la plus proche, Hurworth House School, suivaient déjà quelques cours à Polam. Une section de haut niveau pour les garçons a été mise en place plus tard de 11 à 16 ans, après la fermeture de Hurworth House.
En octobre 2013, l'école a annoncé son intention de se convertir d'école privée en école gratuite en 2015 : « une éducation indépendante sans frais »,. En tant qu'école gratuite, Polam Hall est subventionnée par l'État, tout en restant totalement indépendante. Les élèves externes sont acceptés sans aucuns frais et suivent le code d'admission national. Comme les académies, l'école est indépendante concernant l'autorité locale et a son propre conseil d'administration. En juin 2014, l'école a reçu le statut d'école publique par le ministère de l'Éducation et est devenue une école gratuite (publique) en septembre 2015.

## Fin de l'internat et du lycée
L'internat était disponible aux élèves à partir de 8 ans. Ils étaient surveillés par une équipe du personnel résidant sur place. L'école a annoncé en 2019 ne plus accepter d'élève à l'internat à cause du trop grand nombre d'internes. Les classes de lycée de l'école étaient également trop petites.

## Anciens étudiants de Polam
La Polam Hall Old Scholars Association (PHOSA) existe depuis 1894 et est un organisme de bienfaisance enregistré (n° 1058652). Les anciens étudiants reçoivent une newsletter une fois par an et ont l'opportunité d'assister à une assemblée générale au mois de juin.
Anciens étudiants de Polam connus :
- Ruth Gemmell : actrice, metteuse en scène et dramaturge[16] ;
- Ann Jellicoe : comédienne, metteuse en scène et dramaturge ;
- Maria Jane Taylor (née Dyer) : missionnaire protestante du XIXe siècle rendue en Chine.